# 松浦市営バス

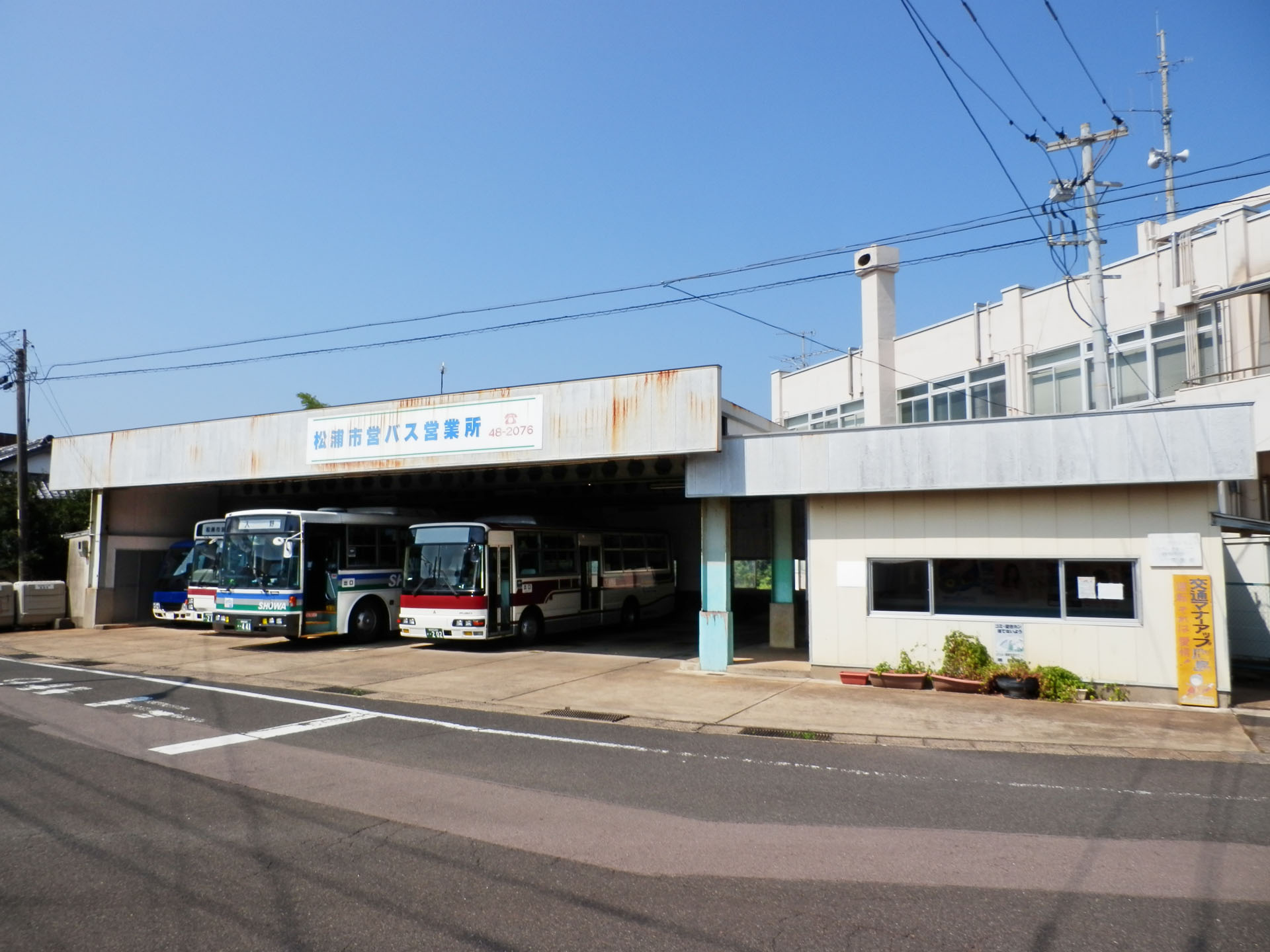
松浦市営バス営業所。昭和バスも利用していた。

松浦市営バス（まつうらしえいバス）は、長崎県松浦市鷹島町内において同市役所交通課が運行していた公営バス。

## 概要
2006年（平成18年）1月1日に松浦市と北松浦郡鷹島町・福島町の新設合併による松浦市が発足した際、旧鷹島町が運行していた鷹島町営バスを継承した。このため、鷹島島内のみの運行であり、合併前の旧松浦市域には路線はなかった。
合併前からの松浦市域においても、2002年4月から市を運行主体とする廃止代替バス（西肥自動車の路線廃止に伴うもの）が運行を開始しており、合併後の松浦市にも承継されたが、こちらは松浦観光バスへ運行業務を委託しており、市営バスとは別個に管理されている。
2009年（平成21年）4月に鷹島肥前大橋が開通したが、鷹島から九州本土へのバスは、大橋がつながる佐賀県北西部に路線を有する昭和バスが運行している。昭和バスの鷹島線は松浦市営バス営業所を始発及び待機所とし、本土向けの始発便は松浦市営バスの待合所で客扱いを行っていた。
2014年4月1日に昭和バスの路線を島北部の阿翁浦・モンゴル村方面へ延長し、代わりに阿翁浦・モンゴル村方面への路線が休止された。残りの路線は同年5月1日にすべて休止され、鷹島タクシーが運行する予約制乗合タクシー「鷹島乗合タクシー」に代替された。
鷹島乗合タクシーの運行開始に伴い、2014年（平成26年）4月30日限りで運行休止された。

## 沿革
- 1962年（昭和37年）4月1日 - 鷹島村役場交通課により鷹島村営バス運行開始。当初バス4台、運転手3名（うち1名は交通課長兼務）、車掌3名、事務吏員1名で発足した。
- 1963年（昭和38年）7月 - 松浦市鷹島町中通免1718-2に営業所を設ける。
- 1968年 (昭和43年) 4月1日 - 地方公営企業法[4]が適用される。
- 1975年（昭和50年）1月1日 - 町制施行に伴い、鷹島町営バスとなる。
- 2006年（平成18年）1月1日 - 合併に伴い、松浦市役所交通課による松浦市営バスとなる。
- 2014年（平成26年）
  - 4月1日 - 阿翁浦・モンゴル村方面の路線と、貸切運送事業を休止。
  - 5月1日 - 事業休止。

## 回数券
- 各運賃区間、13枚つづりで10枚分の価格。

## 路線
2014年3月31日時点の路線網。営業所を基点として島内各方面に路線があった。
2014年4月1日休止
- 営業所 - 日比入口 - 阿翁浦（一部病院経由）
- 営業所 - モンゴル村（一部病院・阿翁浦経由）

2014年5月1日休止
- 営業所 - 殿之浦入口 - 殿之浦：今福港行きフェリー（鷹島汽船）に連絡
- 営業所 - 神崎
- 営業所 - 殿之浦入口 - 舩唐津：青島経由御厨港行きフェリー（鷹島汽船）に連絡
- 営業所 - 日比入口 - 日比：2009年4月まで星賀港（佐賀県唐津市肥前町）行きフェリーに連絡